# Jukka-Pekka Saraste
Jukka-Pekka Saraste (ur. 22 kwietnia 1956 w Heinola) – fiński dyrygent i skrzypek.

## Życiorys
Studiował grę na skrzypcach i fortepianie w konserwatorium w Lahti oraz dyrygenturę w Akademii Sibeliusa u Jormy Panuli. W 1978 zatrudnił się jako skrzypek w Orkiestrze Symfonicznej Fińskiego Radia, a rok później miał swój dyrygencki debiut z Orkiestrą Filharmonii Helsińskiej, którą następnie dyrygował podczas jej trasy koncertowej po Ameryce Północnej. W 1983 wraz z Esą-Pekką Salonenem założył orkiestrę kameralną Avanti!, specjalizującą się w muzyce współczesnej.
W latach 1987–1991 był pierwszym dyrygentem Scottish Chamber Orchestra. W 1987 przyjął również posadę dyrektora muzycznego Orkiestry Symfonicznej Fińskiego Radia, z którą koncertował i nagrywał w Europie i Azji. W 1993 powierzono mu stanowisko dyrektora muzycznego Toronto Symphony Orchestra, które sprawował do 2001. W latach 2006–2013 był pierwszym dyrygentem Oslo-filharmonien. Następnie przez dziewięć sezonów (2010–2019) był pierwszym dyrygentem WDR Sinfonieorchester z siedzibą w Kolonii (2010–2019).
Jako dyrygent gościnny występował z wiodącymi orkiestrami, takimi jak London Philharmonic Orchestra, BBC Symphony Orchestra, Orkiestra Gewandhaus w Lipsku, Münchner Philharmoniker, Koninklijk Concertgebouworkest, Orkiestra Symfoniczna NHK, Orchestre de Paris, Cleveland Orchestra, Bostońska Orkiestra Symfoniczna, Chicagowska Orkiestra Symfoniczna, San Francisco Symphony, Pittsburgh Symphony Orchestra, Los Angeles Philharmonic, Detroit Symphony Orchestra, Filharmonia Nowojorska, Orchestre symphonique de Montréal i innymi.

## Repertuar
Saraste propaguje muzykę współczesną, zwłaszcza skandynawską. Dał prawykonania utworów takich kompozytorów, jak Magnus Lindberg, Kimmo Hakola, Eero Hämeenniemi, Jukka Tiensuu, Kaija Saariaho i Henri Dutilleux.
Jego obszerna dyskografia zawiera komplet symfonii Sibeliusa, Nielsena, Beethovena i Brahmsa, a także V i IX Symfonię Mahlera oraz VIII Symfonię Brucknera. Nagrał opery Peleas i Melisanda Schönberga oraz Słowik Strawinskiego, a także utwory Bartóka, Musorgskiego, Prokofjewa, Madetoji, Rautavaary i innych.

## Nagrody i wyróżnienia
Za swoją działalność został uhonorowany Medalem Pro Finlandia Orderu Lwa Finlandii (1992), Medalem Sibeliusa (2007) oraz fińską państwową nagrodą muzyczną. Otrzymał również doktoraty honoris causa York University i Akademii Sibeliusa w Helsinkach.